# Pseudochorthippus
A Pseudochorthippus a sáskafélék rendszertani családjának egyik neme. Az ide tartozó fajok Eurázsiában és Észak-Amerikában élnek.

## Fajok
A genusba 5 faj tartozik. Magyarországon a közönséges rétisáska és a lápréti sáska sáska képviseli.
1. Pseudochorthippus geminus (Mistshenko, 1951)

- Pseudochorthippus supersp. parallelus (Zetterstedt, 1821) fajcsoport:

1. Pseudochorthippus curtipennis (Harris, 1835): (Észak-Amerika)
2. Pseudochorthippus montanus (Charpentier, 1825) - lápréti sáska (Európa)
3. Pseudochorthippus parallelus (Zetterstedt, 1821) – közönséges rétisáska (Európa, típusfaj)
4. Pseudochorthippus tatrae (Harz, 1971) (Kelet-Európa)